# Орленко, Виктор Николаевич
Виктор Николаевич Орленко (укр. Віктор Миколайович Орленко, 8 марта 1961, с. Талалаевка, Нежинский район, Черниговская область, УССР, СССР — 3 июня 2015, Киев, Украина) — участник Евромайдана. Герой Украины (2016, посмертно).

## Биография
После окончания Талалаевской средней школы поступил в Щорское профессионально-техническое училище, где получил специальность «Помощник машиниста». В 1980—1983 годах проходил срочную службу в рядах Советской Армии, участвовал в боевых действиях в Афганистане. После демобилизации жил в Киеве. Работал машинистом тепловоза в локомотивном депо на станции Дарница.
С женой Галиной Анатольевной воспитывали двоих детей: 21-летнюю дочь Светлану и 19-летнего сына Александра.

## На Майдане
Участвовал в Революции достоинства. Дети Виктора Николаевича были активистами на Майдане. Дочь была волонтером, сын стоял в первых рядах возле беркутовцев. Виктор был также сторонником Майдана с первых дней. Жена просила родных не идти на Майдан, однако Виктор предупредил её, что пойдет туда, как только начнут стрелять. Он был афганцем, имел три года военного опыта.
18 февраля 2014 года Виктор Николаевич с сыном Александром отправился на Майдан. В тот вечер, во время расстрелов на Майдане, возле сына разорвалась граната. Виктор пытался помочь сыну, но снайпер выстрелил ему в голову. Впоследствии Александр оправился от тяжелого ранения, но Виктор попал в больницу в крайне тяжелом состоянии. С площади Виктора доставили в реанимацию киевского Института нейрохирургии им. А. П. Ромоданова АМН Украины. В истории болезни Виктора было написано: «Доставлен врачами-волонтерами из Дома профсоюзов». Случайный человек, который ехал с ним в скорой, говорил, что Виктор был в сознании и рассказывал о детях, работе, Афганистане. Пуля разлетелась на части, поэтому достать её из мозга врачи не смогли.
До 12 марта 2014 года Виктор находился в коме, но поскольку необходимой для дальнейших исследований аппаратуры в Украине не было (в голове оставалось много осколков от пули), то благодаря благотворителям был отправлен на реабилитацию в Германию в берлинскую клинику «Шарите». Впоследствии Виктор Николаевич пришёл в себя, смог сидеть и говорить.
20 октября 2014 года Виктора привезли из Берлина в Киев, чтобы продолжить реабилитацию на родине. Семья хотела положить отца в частную киевскую клинику, но там отказали, сославшись на отсутствие мест. По свидетельству дочери Светланы, в одной из государственных больниц также не захотели брать такого тяжелого пациента.
Виктора положили в Киевскую городскую клиническую больницу №1. Несколько недель его состояние оставалось удовлетворительным. Однажды ночью неожиданно подскочила температура и произошел сбой сердечного ритма. Утром мужа перевели в реанимацию. Оказалось, что у него вспышка бактериального менингита, состояние существенно ухудшилось. Больше года находился в тяжелом состоянии в больнице. Дочь и жена все время находились в больничной палате с Виктором. 3 июня 2015 года сердце Виктора Николаевича остановилось.
Виктор Орленко похоронен в Талалаевке Нежинского района Черниговской области.

## Почтение памяти

### Награды
- Звание Герой Украины с вручением ордена «Золотая Звезда» (17 февраля 2016, посмертно) — за гражданское мужество, патриотизм, героическое отстаивание конституционных принципов демократии, прав и свобод человека, самоотверженное служение украинскому народу, обнаруженные во время Революции достоинства.[2][3]